# 略肩衣
略肩衣（りゃくかたぎぬ）は、真宗大谷派の門徒が、仏前における礼装として首から下げて着用する法具である。市販品は、宗紋である「抱牡丹紋」（本願寺抱牡丹紋）の刺繍が施されている。「帰敬式」を受式する者は、「外向五鐶紋」（そとむきいつつかんもん）の刺繍が施された略肩衣が本山より授与される。「帰敬式」は、その略肩衣を肩にかけ受式する。
門徒式章（もんとしきしょう）は、浄土真宗本願寺派で用いられる同様の法具である。宗紋である「下り藤紋」（「西六条藤紋」）が刺繍が施される。
「略肩衣」（門徒式章）の外観は、「畳袈裟」に似ている。以前は「肩衣」を用いていたが、大きく持ち運びに不便なため、簡略化され認められた。簡略化されたことにより、家長のみならず男女問わずに用いることが可能となる。子供用の「略肩衣」（門徒式章）もある。
呼称
「略肩衣」（「門徒式章」）を、「半袈裟」・「門徒袈裟」と略式の「袈裟」として販売している場合がある。しかし、真宗において「袈裟」は、僧侶が身にまとう法具をさすため、「半袈裟」・「門徒袈裟」の呼称は誤りである。
「略肩衣」（「門徒式章」）の紐の結び目は、他宗で用いられる「半袈裟」の結び目とは異なる。

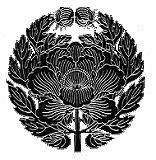
本願寺抱牡丹紋
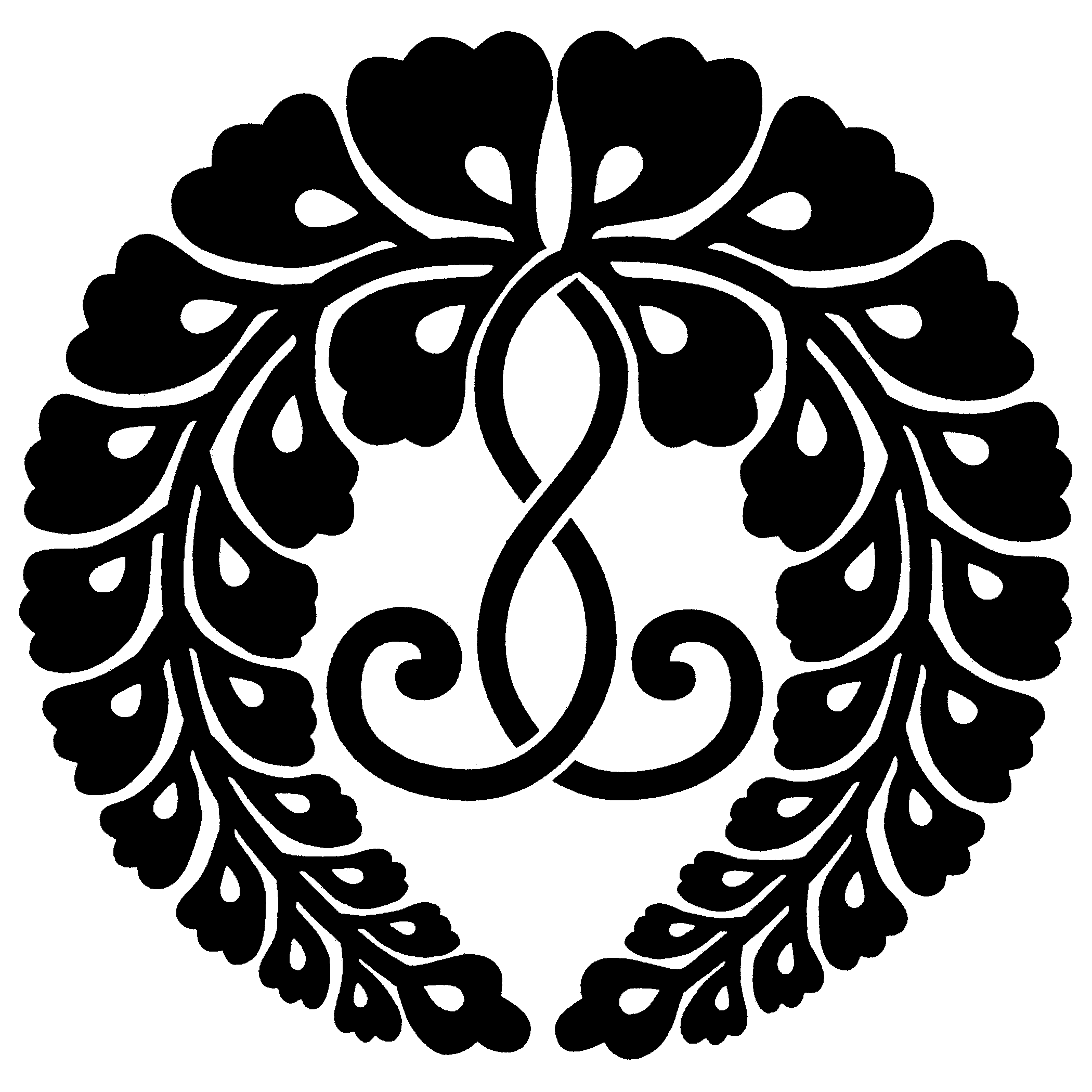
西六条藤紋

## 取扱の注意
1. 「略肩衣」（「門徒式章」）を持ち運ぶ時は念珠と同様に、鞄などに直に入れず袈裟袋などに納めて持ち運ぶこと。
2. 「略肩衣」（「門徒式章」）を外して一時的に置く際は、畳の上など人が歩く場所に直に置かない。寺院などでは鞄の上や袈裟袋の上に置き、自宅のお内仏では経卓などの上に置くこと。
3. トイレに行く際も念珠も同様に、「略肩衣」（「門徒式章」）を着けたまま行かないこと。
4. 「略肩衣」（「門徒式章」）には3か所に紋が入る。抱牡丹紋、外向五鐶紋、下り藤紋のいずれも上下がある。そのため肩にかける際には、首の後ろ側にくる紋が逆さまにならないように注意が必要である。

## 入手方法
市販品
浄土真宗に詳しい仏具店で入手できる。
最近では、インターネット通販でも購入できる。
所属寺院の記念品として、配布している寺院もある。
本山授与品
帰敬式受式者に授与される略肩衣は、非売品であり、三宝に帰敬することを誓った証でもある。紛失時などは、所属寺院を通して本山から戴く。
真宗大谷派
真宗本廟などで行われる「帰敬式」（「おかみそり」とも）の記念品として授与される。
玉虫の紺地の布に、白糸で「外向五鐶紋」の刺繍が施される。紐は樺色である。